# Голям Шантар
Голям Шантар (на руски: Большой Шантар) е остров в Охотско море, най-големият от Шантарския архипелаг. От 1999 г. насам влиза в състава на резервата „Шантарски острови“. Административно влиза в състава на Тугуро-Чумикански район, Хабаровски край, Русия.

## География
Островът е с площ от около 1766 km². В североизточната част е разположено соленото езеро Болшое, свързано с морето чрез тесен пролив. В езерото се влива река Оленя. В югозападната част е разположен заливът Якшина, който се намират устията на реките Голям Анаур и Якшина. Най-високата точка на острова е връх Веселая – 720 m.
По голямата част от острова е покрита с умерени иглолистни гори, съставени основно от смърчове и лиственици.

## История
Шантарските острови са изследвани от руски топографи между 1711 и 1725 г. В периода 1852 – 1874 г. островът е посещаван от американски китоловни кораби, ловуващи гренландски китове в района. През 1858 г. баркът Раджах корабокрушира на северния бряг на острова по време на буря. От 1960-те до 1990-те години на острова е разположено военно летище.

## Камни диомида
На 2,5 km южно от острова е разположен островът (скала) Камни Диомида.

## Интересни факти
Островът се споменава във видеоиграта Grand Theft Auto IV като местоположение на щаб-квартирата на измислената програма Shitster.